# Het Verloren Labyrint
Het Verloren Labyrint is een boek uit 2005 van de Britse schrijfster Kate Mosse. Het is het eerste deel uit een trilogie, hoewel de verhalen uit de drie boeken geen rechtstreekse vervolgen zijn. Het boek werd in 2006 bekroond met de Britse prijs "Best Read of the Year". Het was daar tevens het tweede best verkochte boek van 2006 en The Guardian plaatste het zelfs helemaal bovenaan hun lijst.
Het boek bestaat uit twee grote verhaallijnen: enerzijds is er het verhaal over Alaïs, een jonge vrouw die leefde in 1209 en van haar vader de opdracht kreeg om de Heilige Graal te beschermen. Anderzijds is er het verhaal van Alice Tanner die in 2005 het skelet van Alaïs vindt en tracht uit te zoeken wat er destijds gebeurde.
In 2012 werd het boek verfilmd in een tweedelige televisieserie onder de titel Labyrinth.

## Verhaal
De Britse Alice Tanner heeft al sinds haar kinderjaren last van nachtmerries. Wanneer ze als vrijwilligster nabij het Franse Carcassonne helpt bij een archeologische opgraving, verzeilt ze in een grot. De grot is een tombe waar ze twee eeuwenoude skeletten vindt, enkele muurschilderingen en een ring met een inscriptie van een labyrint. Ze komt onmiddellijk tot de conclusie dat ze iets heeft gevonden dat eigenlijk verborgen moest blijven. Ook is ze van mening dat er een connectie is tussen deze vondst en haar nachtmerries. Ze licht de rest van het team in over de vondst en de grot wordt onderworpen aan een grondige inspectie. Echter is de ring verdwenen en wordt Alice beschuldigd van diefstal. Uiteindelijk laat de politie haar gaan wegens te weinig bewijzen.
Alice gaat verder op onderzoek en ontdekt dat het skelet wellicht van Alaïs is, een vrouw die achthonderd jaar eerder leefde. Zij was de dochter van een kruidenmengster en haar vader had een hoge functie binnen Carcassonne. Op de vooravond van de inval van de Albigenzische Kruistochten kreeg ze van haar vader twee boeken: deze leiden naar de Heilige Graal. Er is echter nog een derde boek nodig dat ergens is verstopt. Hoewel Alaïs de inhoud niet begrijpt, weet ze intuïtief dat de boeken niet in verkeerde handen mogen vallen en besluit ze deze ten koste van alles te beschermen voor de buitenwereld. Haar halfzus Oriane steelt de twee boeken en is ook op zoek naar de ring en het derde boek. Alaïs vindt het derde boek bij haar moeder Esclarmone. Alaïs, Esclarmone, de weesjongen Sajhe en dienster Rixande vluchten en duiken onder bij Simeon, een ver familielid, die in de bergen woont. Daar bevalt Alaïs van een dochter: Bertrande. De vader is haar voormalige vriend Guilhelm die haar bedroog met Oriane. Esclarmone sterft van uitputting.
Enkele jaren verstrijken. Ondertussen vertelde Simeon aan Alaïs dat zij verkozen is als nieuwe beschermer van de Heilige Graal. Hijzelf blijkt al enkele honderden jaren oud te zijn. Rixande is van mening dat men Alaïs zal blijven zoeken. Daarom geeft ze zichzelf aan als ketter en beslist ze om zich levend te laten verbranden. Ze verkleedt zich echter als Alaïs en toont een (vals) boek net voordat ze het vuur inspringt. De list werkt intitieel: Oriane is van mening dat het boek is vernietigd. Wanneer ze vervolgens verneemt dat Alaïs zwanger was toen ze vluchtte, is ze van mening dat Bertrande het derde boek heeft en start ze een nieuwe zoektocht.
Guilhem tracht Alaïs te waarschuwen en te redden, maar wordt door Oriane neergestoken. Alaïs wordt door Oriane gedood en Oriane door Sajhe. Hij vlucht en neemt de boeken mee.
Nadat Alice heeft vernomen dat haar vriendin Shelagh O'Donnell spoorloos is, vreest ze dat haar leven in gevaar is. Ze zoekt Marie-Cecile de l'Oradore op, die de opgraving opstartte, maar zij is tijdelijk niet beschikbaar. Samen met Marie-Cecile's vriend Will en geschiedkundige Audric tracht ze de werkelijke toedoening van de excavatie te achterhalen. Het is Will die ontdekt dat zowel Marie-Cecile als Shelagh lid is van een eerder satanische sekte op zoek naar de Heilige Graal. Alice ontdekt dat Alaïs een van haar voorouders is. Audric geeft toe dat hij in werkelijkheid Sahje is, die al die tijd de boeken in bewaring heeft gehouden. Hij is van mening dat Alice de nieuwe hoeder van het geheim moet zijn, maar geeft haar meteen ook de keuze om voor de liefde te kiezen. Uit eigen ervaring weet hij dat de hoeder een eenzaam leven leidt. Alice besluit om voor de liefde te kiezen en start een relatie met Will. Wie de nieuwe hoeder wordt, is onbekend. Wel is duidelijk dat het niet de grot op zich is waar de Heilige Graal zich bevindt, maar wel op de plaats waar de drie boeken, de ring en de hoeder zich bevinden.